# Никифоров, Крыстю

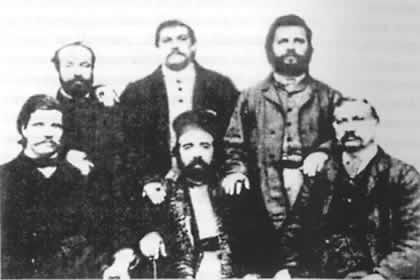
Крыстю Никифоров — в середине первого ряда

Крыстю Тотев Никифоров (болг. Кръстю Тотев Никифоров, в популярной литературе известен как поп Крыстю; 1838, Ловеч — 21 сентября 1881, Ловеч) — болгарский священник, деятель болгарского национально-освободительного движения.
Длительное время в болгарской историографии существовало мнение, что отец Крыстю был виновен в выдаче турецким властям Васила Левского.

## Биография
В 1862 году окончил Духовную семинарию в Белграде, где сотрудничал с Георгием Раковским в издании журнала «Дунавски лебед». Здесь же познакомился с Василом Левским и другими участниками Первого болгарского легиона — тайной антитурецкой организации.
В 1863 году стал учителем в городе Враца, где женился и был рукоположён в священники. С середины 1860-х годов служил в церкви «Успение Богородицы» в городе Ловеч. Один из основателей Ловчанского (Ловечского) революционного комитета, кассир комитета.
Избран наместником владыки и в этой должности отвечал за официальные контакты церкви с османскими властями. Именно с тех времён возникли слухи, что Крыстю был предателем, однако при очной ставке в Ловече 27 декабря 1872 года никто из присутствующих, в том числе отец Крыстю, не подтвердили личность Левского.
В 1876 году митрополит Ловечанский Иларион (Иванов) назначил отца Крыстю архиерейским наместником в Орхание со званием «священноэконом».
После освобождения Болгарии отец Крыстю вернулся в Ловеч и служил в церкви «Святая Богородица». Один из учредителей ловечской библиотеки «Наука» (1870), сотрудничал с рядом журналов, автор «Требника» (1879) — сборника рассказов и религиозных сочинений. Публично выступил в печати с опровержением обвинений в предательстве. Проблема была в том, что обвинения в предательстве поддержали ряд известных общественных деятелей и писателей, прежде всего Любен Каравелов («Независимост», 1873—1874), затем Захари Стоянов, Иван Вазов (ода «Левски» в сборнике стихов «Гусла», 1881), Димитр Страшимиров, Антон Страшимиров, Александр Бурмов, Иван Унджиев, Константин Илиев, поэтому обвинения и получили широкое хождение в литературе. С другой стороны, обвинения отвергали Юсеин Бошнак, отец Марин Луканов, Стефан Дренков, Иван Драсов и Димитр Пышков, а также такие соратники Левского, как Никола Цвятков и Мария Сиркова-Цвяткова. Современные публицисты (Ил. Евреев, проф. Георги Бакалов) считают, что Крыстю Никифоров стал жертвой конкуренции в рядах Комитета, конкретно — со стороны Марина Поплуканова (Луканова), к которому после смерти Левского отошли деньги комитета. Известно, что Крыстю отправил Луканову доказательства своей невиновности, которые со временем исчезли. Известно также, что именно Луканов активнее других поддерживал версию о его виновности, но при этом с публичными заявлениями сам не выступал. Позднее на месте дома Луканова были обнаружены 1364 золотых турецких монеты.
Надпись на памятнике, стоящем у входа в храм «Успение Богородицы» в городе Ловеч, гласит: «В этом храме служил поп Крыстю Тотев Никифоров, годы жизни: 1838—1881 г., борец за церковные, национальные и социальные свободы. Светлая его память была омрачена 120 лет» (болг. В този храм служи поп Кръстю Тотев Никифоров, живял: 1838-1881 г., борец за църковни, национални и социални свободи. Светлата му памет бе помрачавана 120 години).
Все дети отца Крыстю умерли от туберкулёза.